# タイニー・トゥーンズ
『タイニー・トゥーンズ』（原題：Tiny Toon AdventuresまたはTiny Toons）は、1990年9月14日から1992年12月6日までアメリカ合衆国で放送されていたテレビアニメである。

## 概要
本作はワーナー・ブラザース・アニメーション初のテレビシリーズとして立ち上がり、スティーヴン・スピルバーグの協力やテリー・セメルの提案を経て子供向けのルーニー・テューンズとしての方向性を打ち出し、現在の形に制作された。
アクメ学園に通うバスター・バニー&バブス・バニーなどルーニー・テューンズのキャラクターの後輩に当たる様々な学生を中心としたギャグ・コメディ物であり、バッグス・バニーといった従来のキャラクターは学園の教員として登場する。話数は1話完結形式と複数の短編形式の2通りがランダムで放送された。
1992年にはプラッキー・ダックのエピソードを再編集した『The Plucky Duck Show』をアメリカで全13回にわたって放送。第1話は本作の第84話「The Return of Batduck」を本作より先行する形で放送が行われた。
制作体制としてワーナーが世界各国のアニメ制作会社にグロス請けする形態を採っており、その中の一社として日本の東京ムービー新社はオープニングや日本国内でのCM（日立製作所や日本生命保険など）の制作も担当した。

### 日本での展開
日本では『スピルバーグのアニメ タイニー・トゥーン』と題し、1991年4月5日から1994年3月30日までテレビ東京系列および遅れネット局（参照）で放送。テレビ初放送当時は編成上の都合で一部のシーンをカットしていたことがあり、オリジナル版の尺と異なる。
カートゥーン ネットワークでは1998年度からテレビ東京放送分の再放送が行われ、2000年12月11日から2003年7月11日にかけて中断は置かれるが新作放送が行われ、2004年夏頃までリピート放送は続いた。なお、カートゥーン ネットワーク放送分ではノーカットのままで収録された。

## キャラクター

### アクメ学園の生徒たち
バスター・バニー（Buster Bunny）
声 - チャーリー・アドラー（第3シーズンまで）⇒ジョン・カーサー / 中尾隆聖
本作の主人公の水色のウサギの男の子。14歳。イタズラ好きで頭の回転が速い皆のリーダー的存在。たまに調子に乗って失敗することもある。赤いシャツがトレードマーク。敬愛する先生は「バッグス・バニー」。
バブス・バニー（Barbera Anne "Babs" Bunny）
声 - トレス・マクニール / 冨永みーな
バスターの女友達である、活発なピンクのウサギの女の子。14歳。黄色いシャツがトレードマーク。オーバーリアクションとさまざまな人の真似をするのが得意。
バスターとファミリーネームが同じだが血縁関係はない。このことを作中の自己紹介で度々ネタにするが「タイニー・トゥーンズのハチャメチャ学園」ではバスターと双子という設定。
プラッキー・ダック（Plucky Duck）
声 - ジョー・アラスカイ、ネイサン・ルーガー（乳幼児になったとき） / 山寺宏一
緑色のカモの男の子。14歳。目立ちたがり屋のトラブルメーカーで自他共に認めるわがままな性格なため、騒動を起こすのはほとんどモンタナか彼だったりする。ハムトンとよく一緒におり、彼の気弱さにつけ込んで子分のように扱ったり、傍若無人な振る舞いをするものの、心の底では大切な友達だと思っており、バンシーによって石にされたハムトンを見捨てず抱えて逃げ回ったり、素直に反省して謝ったりもする。
自宅を囲んでいる池で泳ぐ事を毎朝の日課にしており、水泳の成績はトップクラス。飛ぶこともできるが本人は「自分で飛ぶのは時代遅れのダサい行為」と嫌っており、作中でも滅多に飛ばない。尊敬する先生は自身と同じく自分勝手で自惚れ屋の「ダフィー・ダック」である。
ダフィーダックがバッグスに対してそうであったように、バスターを出し抜いたり、罠にはめて目立とうとするが大抵上手くいかない。只先生達程のライバル意識は持っていないようで、日常では友達として接しており、裏切る事もあるがピンチの時には協力し合う。
「タイニー・トゥーンズのハチャメチャ学園」では、相変わらずバスターとのフレネミー（悪友）として関係。
ハムトン・ピッグ（Hamton J. Pig）
声 - ドン・メシック / 吉村よう（第1話 - 第36話）⇒菅原淳一（第40話 - 第96話）
気が小さいが優しい性格のグルメなブタの男の子。13歳。よく親友のプラッキーの起こす騒動に巻き込まれるがそれでも彼を大切に思っている（ただし、たまにやりすぎると怒ることもある）。憧れの先生は同じ温厚な性格で古株の「ポーキー・ピッグ」。
シャーリー・ザ・ルーン（Shirley "The Loon" McLoon）
声 - ガイル・マティウス / かないみか
霊能力があるアヒル（原版ではアビ）の女の子。13歳。しつこく付きまとっているプラッキーをよくぶっ飛ばしている。
フィフィ（Fifi La Fume）
声 - ケイス・スーシー / 麻見順子
色っぽい女の子のスカンクで素敵な男性を探している。13歳。担任の先生は「ペペ・ル・ピュー」。
ディズィー・デビル（Dizzy Devil）
声 - モーリス・ラマーシュ / 高宮俊介
紫色のモンスター。12歳。頭にプロペラのついた帽子をかぶっている。左目は緑色、右目はピンク色をしている。
食いしん坊でパーティ好きだが、彼の来るところはいつもめちゃくちゃになる（当の本人に悪意はない）。担任の先生は「タズマニアン・デビル」だが、基本的にバスターたちとは友達。
モンタナ・マックス（Montana Max）
声 - ダニー・クックセイ / 高乃麗
ひねくれた人間の男の子。14歳。金の亡者でお坊ちゃまだが、現実を見据えている。バスターを目の敵にしており、いつも彼を陥れる方法を考えている。「ヨセミテ・サム」の生徒。クラスメイトからは「モンティ」と呼ばれている。
リブート版では、相変わらずバスターとは敵対関係。
エルマイラ・ダフ（Elmyra Duff）
声 - クリー・サマー / 神代知衣
純粋だが不器用な人間の女の子。13歳。そのかなりズレた愛し方を皆はいつも恐れていたりする。
基になったキャラクターはエルマー・ファッドだが、狩人で間が抜けている彼と違い動物好き。
ファーボール（Furrball）
声 - フランク・ウェルカー / 石野竜三
青色の子猫。片耳が欠けておりいつも尻尾に包帯を巻いている。ひもじい野良猫生活を終えてようやく飼い主を見つけたと思ったら、実はエルマイラだったという不幸な猫だが、回によっては懐いていたり、元の野良猫生活を送っていることもある。臆病だが優しい性格。ごく稀に喋る場合がある。
先生の「シルベスター・キャット」が不幸体質で間が抜けているため、時々不安を抱くこともある。先生程積極的にスウィーティーは狙わないが、スニーザーはボーイスカウトに潜入する程食べようとする。
ゴーゴー・ドードー（Gogo Dodo）
声 - フランク・ウェルカー / 小形満
「幻のドードーを探せ!」に登場するドードーの息子で、変わった性格。17歳。
カラミティー・コヨーテ（Calamity Coyote）
声 - フランク・ウェルカー / 星野充昭
登場人物の中では天才だがおっちょこちょいな所がある。10歳。ワイリー・コヨーテの学生だが決して尊敬しているわけではなく、落下する時に彼の雲を奪い、自分の代わりに落ちてもらったこともある。基本的にプラカードを使って意思表示をするが、稀に喋ることがある。またワイリー・コヨーテと違い、宿敵のビーパーに勝ったことがあり、ハッピーエンドになったことがある。
リトル・ビーパー（Little Beeper）
声 - フランク・ウェルカー / 不明
ロード・ランナーの学生。10歳。ロード・ランナーとは言葉が通じる。カラミティーやファーボール同様基本的に喋れない。
スウィーティー（Sweetie）
声 - キャンディ・ミロ / 水谷優子
トゥイーティーの学生のメスのカナリア。3歳。体色はピンク。たまに大声で叫ぶことがある。トゥイーティーの生徒なだけにファーボール相手は強いほうだがブックウォームだと立場が逆転し、やられ役になる。
リブート版ではレギュラーキャラに昇格し、バスター達と行動している。
スニーザー（Little Sneezer）
声 - ケイス・スシー / 林原めぐみ（第1話 - 不明）⇒大谷育江（第55話 - 第96話）
頻繁にくしゃみをする幼いネズミの男の子。3歳。くしゃみの破壊力が凄く切れた時の声もそれと同じぐらい。
ブックウォーム（Bookworm）
学校の図書館で司書を務める青虫でスウィーティーに狙われる。ほとんど話さない。同じ体の小さいスニーザーと一緒にいることが多い。
コンコルド・コンドル（Concord Condor）
声 - ロブ・ポールセン / 龍田直樹
温厚な性格の薄紫色の小鳥。
アーノルド・ザ・ピットブル（Arnold the Pitbull）
声 - ロブ・ポールセン / 星野充昭
サングラスをかけたマッチョなピットブル犬。
バイロン・バセット（Byron Basset）
声 - フランク・ウェルカー / 不明
エルマイラのペットのバセット・ハウンド。主人の命令でバスターたちを追跡する。夏休みでは偶然のことでバスターたちと行動し、ピンチの時は助けたことがある。
メアリー・メロディー（Mary Melody）
声 - クリー・サマー、シンディ・マギー / 不明
アクメ学園のニュースキャスター。スウィーティーの飼い主であるアメリカ黒人の女の子。名前の由来は「メリー・メロディーズ」より。
ローデリック・ラット（Roderick Rat）
声 - チャーリー・アドラー / 二又一成
ルベラ・ラット（Rhubella Rat）
声 - トレス・マクニール / 不明
マーシャ・ザ・マーシャン（Marcia the Martian）
声 -  トレス・マクニール / 不明
マービン・ザ・マーシャンの姪。
ミスター・ヒッチャー（Mr. Hitcher）
悪役。

### アクメ学園のスタッフ
第78話までは『ぶっちぎりステージ』の声優が担当しているが（ペペ、タズは不明）、第79話以降は現行吹き替え版キャストが担当したが、一部キャラクターについては現行声優が存在するが、いずれもカメオ出演のみで新録版が存在しない（夏休みを含める）。

#### 先生
バッグス・バニー
声 - ジェフ・バーグマン、グレッグ・バーソン / 富山敬（第1話 - 第75話）
アクメ学園の教員。口癖は「どうしたもんだろ？（短編では「どったのセンセー？」）」
ダフィー・ダック
声 - ジェフ・バーグマン / 江原正士（第1話 - 第71話）→高木渉（第90話）
ダフィーを指導する先生。
ポーキー・ピッグ
声 - ボブ・バーゲン、グレッグ・バーソン（クリスマス） / 増岡弘（第2話 - ?）→龍田直樹（第95話）
ハムトンを指導する先生。
ペペ・ル・ピュー
声 - グレッグ・バーソン / 不明
シャーリーを指導する先生。
トゥイーティー
声 - ジェフ・バーグマン / 土井美加
スウィーティーを指導する先生、いつもシルベスターに痛めつけられている。
エルマー・ファッド
声 - ジェフ・バーグマン / 増岡弘（第2話 - 第74話）→長嶋雄一（夏休み）
エルマイラを指導する先生、元ハンター。
ヨセミテ・サム
声 - ジョー・アラスキー / 永井一郎（第17話 - ?）→郷里大輔（第90話 - 第95話）
マックスを指導する先生で、害虫退治をやっつける方法を教えている。
シルベスター・キャット
声 - ジョー・アラスキー / 江原正士
タズマニアン・デビル
声 - ジェフ・バーグマン / 大宮悌二（第?話 - 第75話）
ディジーを指導する先生。
ワイリー・コヨーテ
声 - ジョー・アラスキー / ？
ロードランナー
声 - ポール・ジュリアン
フォグホーン・レグホーン
声 - ジェフ・バーグマン / 玄田哲章
アクメ学院の教員。
ピート・ピューマ
声 - スタン・フレバーグ、ジョー・アラスキー（「ホットな社会科見学」のみ） / 不明→梅津秀行
「グルメなカモかも」ではアクメエイカーズのカントリー・クラブで働いていたが、「ホットな社会科見学」ではアクメ消防署の消防士として学園の生徒たちに火事と安全のことを教えていた。英語版声優は上記の2名だが、日本語版声優でも2名いる。

#### その他
グラニー
声 - ジューン・フォーレイ / 京田尚子
アクメ学園の保健室の先生に就任。
スピーディー・ゴンザレス
声 - ジョー・アラスキー / 滝沢ロコ
ファウルマウス
声 - ロブ・ポールセン / 不明、小野塚貴志（夏休み）
ニワトリの男の子。声があるのはたったの2回で、それ以外はカメオ出演だった。
バイロン・バセット
声 - フランク・ウェルカー
アクメ・エイカーズに住んでいるワンちゃん。

### 真夜中の怪での登場人物
出典。
パンプキン男
声 - ジェフ・ベネット / 不明
ブレイン
声 - モーリス・ラマーシュ / 緒方賢一
ピンキー&ブレインのキャラクター。
スクラッチ
声 - ロン・パールマン / 宝亀克寿
グレムリン
声 - フランク・ウェルカー / 矢尾一樹
ショーン
声 - ジェフ・ベネット / 志村知幸
ウフーラ
声 - クリー・サマー、フランク・ウェルカー（変化した時）/ 和田みちる
パディ
声 - ジム・カミングス / ?
シャムス
声 - ジェフ・ベネット / ?
ゴッサマー
声 - モーリス・ラマーシュ
ウィッチ・ヘイゼル
声 - ジューン・フォーレイ / 京田尚子

### その他
読み上げナレーション
声 - 梅津秀行
建物の名前や原題のタイトルの読み上げナレーション、第79話から起用された。
- その他の声優 - 堀本等[27]、水内清光[28]、山田義晴[29]、津久井教生[30]、速水圭[31]、伊東みやこ[32]、山崎たくみ[33]、有島モユ（ジェネビーブ）[34]、内藤玲[35]、佐藤ユリ（ダイアナ妃[36]）、熊谷正行[37]、流司裕（アナウンサー）[38]、赤城進[39]、長津慧[40]、天野エリカ[41]、鈴木正和[42]、山田義晴[43]、花輪英司[44]ほか

## 用語
| 用語               | 意味                                                             |
| ------------------ | ---------------------------------------------------------------- |
| ぜっタイニー       | 絶対にという意味で、本作の番宣やエンドトークでもよく使われた。   |
| コンドルは飛んどる | これはいわゆるギャグであり、「飛んどる」はとんでいるという意味。 |

## スタッフ
- 製作総指揮 - スティーヴン・スピルバーグ
- プロデューサー - トム・ルーガー（英語版）、シェリー・ストナー（英語版）
- 脚本家 - ポール・ディニ（英語版）
- コンテ - ブルース・ティム
- 作画監督 - 大森貴弘他
- 制作協力 -  東京ムービー新社[注釈 2][45][46]、 ワン・フィルム・プロダクション（カッコウ・ネスト・スタジオ）、 AKOM、 ケネディ・カートゥーン、 FANZ、 アンコール・カートゥーン、 フィル・カートゥーン、 スタートゥーン、 ルクフィルム[47]
- アニメーション制作 - ワーナー・ブラザース・アニメーション、アンブリン・エンターテインメント
- 製作 - ワーナー・ブラザース・テレビジョン

## 日本語吹き替え版スタッフ
いずれも情報が不足している。特に第1話 - 第78話では『ぶっちぎりステージ』をベースに製作されているため、キャラクターの性格と台詞が異なる。翻訳者は複数いる可能性がある。

### TX放送分
- 翻訳 - 不明
- 演出 - 木村絵理子
- プロデューサー - ?
- 制作担当 - 白石剛、岩渕昇
- 日本語版製作 - テレビ東京、旭通信社、東北新社
- 協力 - ワーナー・ブラザース（他1社）

### CN放送分
- 翻訳 - 矢田恵子
- 演出 - 加藤敏
- プロデューサー - 伊藤文子[48]
- 制作担当 - 小野寺徹[48]、高橋澄[48]
- 日本語版制作 - カートゥーン・ネットワーク[48]、東北新社[48]

## 放送リスト
日本語版タイトルは、第1話～第78話までエピソードタイトルの画面に表示されている、第79話以降は梅津が読み上げた。
| 話数 | 話数 | タイトル                                                                                | 原題 | スタジオ                               | 放送日                                                           | 放送日         |
| --- | ---- | --------------------------------------------------------------------------------------- | --- | -------------------------------------- | ---------------------------------------------------------------- | -------------- |
| 1 | 1    | よろしく!タイニー・トゥーン                                                             | The Looney Beginning                                                                                         | Kennedy（カナダ） Wang Film（台湾）    | 1990年9月14日                                                    | 1991年4月5日   |
| これはアクメ学園の誕生秘話とも呼ばれるストーリー。アニメーターのテッド・ワーナーは、明日の朝9時までに子供達が大ウケするような大人気テレビ番組を作らないとクビするとワーナー・ブラザーズ・スタジオの社長に言われ、もう絶望的で原稿でどんなキャラクターを書けばいいか分からなかった。そこでバッグス・バニーからウサギを書けばいいと提案され、1回目は虫歯になりそうな「かわいいウサギ」を書き、2回目はPTA行きになりそうな「凶暴なウサギ」を書いたが、3回目は青いウサギのバスターを書いた。バスターの「友達を書いてよ」という願いから、幻覚を見ているテッド氏はバブスを描いたが、結局は破棄となった。テッドは、明日の朝9時までに面白いアニメを作るなんて無理があると感じ、帰宅してしまう。そこでバスターとバブスは、テッドのためにどうにかしておもしろい番組を作ろうと考え、バッグス・バニーに助けを借りることに。悪役の箱に閉じ込められたモンティは、アニメーターのテッド氏から約束されたのにテレビ局から断られてしまったため、その復讐としてアクメ学園にいるアニメーターを探すため、みんなの台本を少なからず盗み続ける。それから、バスターとバブスは、バッグスの指導通りにエルマーとヨセミテにうまく変装し、モンティの屋敷に入り、台本を取り返す。テッドが戻ってくると、タイニー・トゥーンズ・アドベンチャーズという台本があり、それを社長に見せたところ気に入ってもらえたため、採用された。バスターは、バブスと一緒にエンディングに名前を出してくれる？と頼むと、テッドが夢の中でならというため、バスターとバブスはケンカしたのであった。補足：アクメ学園の紹介ソングにあるブッ叩かれテクニックのシーンで、トゥイーティーが「悪いねこたんでしゅ!」と言ってハエたたきで叩いた後、シルベスターが「ウゲッ、やられたでのー!」と泣いて逃げる。これは原語版だとトゥイーティーが喋るシーンしか存在しないため、日本語版によるアドリブだったと考えられる。エンドクレジット：バスターとバブス「アローハー!!（Aloha!）」 |      |                                                                                         | |                                        |                                                                  |                |
| 2 | 24   | カモになっちゃうカモ コンドルは飛んどる 山猫!?ファーボール                              | Wake Up Call of the Wild *Migrant Mallard *It's a Jungle Out There *Kitty Cat-Astrophe                       | Wang Film（台湾）                      | 1990年10月17日                                                   | 1991年4月12日  |
| カモになっちゃうカモ：プラッキーはカモたちと一緒に引っ越そうと考え、途中でカモを現代風にしようと試そうとする。最後、カモたちが南へ行き、音楽を聴きながら歩いていく。 コンドルは飛んどる：コンコルドは、どこか広い場所を見つけるために動物園から抜け出す。 山猫!?ファーボール：青猫のファーボールは、自分が先史時代で山猫だったらと想像し、ハムトンのキッチンをメチャクチャに壊してしまう。エンドクレジット：バスターとバブス「アローハー!!（Aloha!）」 |      |                                                                                         | |                                        |                                                                  |                |
| 3 | 2    | プラッキー宇宙を救う!カモ                                                               | A Quack in the Quarks                                                                                        | AKOM（韓国）                           | 1990年9月17日                                                    | 1991年4月19日  |
| 少し緩めなスター・ウォーズのパロディ。プラッキー・ダックは、プラネットXという惑星をダック・ベイダーの魔の手から救い出さなければならない。エンドクレジット：プラッキー・ダック「全部見てくれてありがとさん（Parting is such sweet sorrow.）」 |      |                                                                                         | |                                        |                                                                  |                |
| 4 | 12   | 子ノミのひとり旅                                                                        | Starting from Scratch                                                                                        | Wang Film（台湾）                      | 1990年10月1日                                                    | 1991年4月26日  |
| 動物好きのエルマイラは、バブスとバスターをペットにしようとする。しかし、嫌気がさしたバブスとバスターは逃げ出す。エルマイラの家に住んでいる犬には、ノミの家族が暮らしていた。しかし、エルマイラにノミとりスプレーをかけられ、自分の家から追い出されてしまう。エンドクレジット：バスターとバブス「アローハー!!（Aloha!）」 |      |                                                                                         | |                                        |                                                                  |                |
| 5 | 40   | 友情のタッチダウン                                                                      | The Acme Bowl                                                                                                | Kennedy（カナダ）                      | 1990年11月16日                                                   | 1991年5月3日   |
| アクメ・エイカーズでフットボールの試合が始まり、アクメ学園のチームは1回も勝てず、パーフェクトチームばかりが優勝してしまう。アクメチームは、パーフェクトチームに負けないための作戦に出る。エンドクレジット：バスター「これでホントにおしまい!（And that's a wrap!）」 |      |                                                                                         | |                                        |                                                                  |                |
| 6 | 37   | ガンバル体験記 めいわくなお客様 あこがれのピザ・パイ                                    | Career Oppor-Toon-ities *Buster's Guide to Getting a Job *Working Pig *Falling to Pizzas                     | Wang Film（台湾）                      | 1990年11月13日                                                   | 1991年5月10日  |
| バスターは仕事についての説明をする。 ガンバル体験記 - バスターはバブスにアルバイトのやり方を教える。 めいわくなお客様：掃除機売り場の店員に憧れているハムトンは、アクメ・デパートに就職して接客をする。しかし、最初にやってきた客がエルマイラで大変な目に合ってしまう。 あこがれのピザ・パイ：お金のないカラミティ・コヨーテは、配達員として働くリトル・ビーバーから荷物を盗み取る。エンドクレジット：バスターとバブス「アローハー!!（Aloha!）」 |      |                                                                                         | |                                        |                                                                  |                |
| 7 | 47   | ずるっこプラッキー ハムトンのランチ・タイム ピアノ運ぱん大作戦                          | Son of Looniversity Daze *Plucky's Dastardly Deed *Open and Shut Case *C Flat or B Sharp                     | Kennedy（カナダ）                      | 1990年12月7日                                                    | 1991年5月17日  |
| ずるっこプラッキー：プラッキーは宿題のテストでカンニングをし、100点満点を取る。後に罪悪感を指し、カンニングを止めた。 ハムトンのランチ・タイム：成績トップのハムトンは、学園からハイテクロッカーがプレゼントされた。しかし、ランチをしまうときに誤ってマニュアルもその中に入れてしまい、コードを解除しようとしても開けられない事態となった。 ピアノ運ぱん大作戦：バスター、プラッキー、ハムトンはルーニバーシティ・タワーからピアノを取り返し、ヨセミテ サムにプレゼントする。エンドクレジット：バスターとバブス「不明（Say good night, Babs." "Good night, Babs.）」 |      |                                                                                         | |                                        |                                                                  |                |
| 8 | 3    | 愛されすぎちゃったのよ! ひっつきメガネ クイズでまるもうけ!                              | The Wheel o' Comedy *Devil Doggie *Optical Intrusion *Win, Lose or Kerplowie                                 | 東京ムービー新社                       | 1990年9月18日                                                    | 1991年5月24日  |
| 愛されすぎちゃったのよ! - エルマイラは、ディジーを犬と間違えて家に連れて帰る。 ひっつきメガネ - ファーボールは誤って立体メガネをつけてしまい、急いで外そうとする。 クイズでまるもうけ! - バブス、プラッキー、モンタナ・マックスが、「勝つか負けるかそれとも地獄行き」というゲームで大バトルをする。エンドクレジット：バスター「これでホントにおしまい!（And that's a wrap!）」 |      |                                                                                         | |                                        |                                                                  |                |
| 9 | 20   | アクメのピンチ!スーパー・バブス けっこう毛だらけダック パサデナ・ジョーンズの大冒険     | Cinemaniacs! *SuperBabs *Duck Trek *Pasadena Jones                                                           | AKOM（韓国）                           | 1990年10月11日                                                   | 1991年5月31日  |
| アクメのピンチ!スーパー・バブス - バスターとバブスは、映画館でバブス主演の映画「スーパーバブス」を見に行く。 けっこう毛だらけダック - プラッキーのかつらを探すために宇宙船・アクメ号は毛だらけ惑星に着陸するが、そこで毛だらけの怪物に追われる。 パサデナ・ジョーンズの大冒険 - パサデナ（バスター）は、楽しい冒険を求めるために、シークレット・オブ・ライフを手に入れる。エンドクレジット：バスターとバブス「アローハー!!（Aloha!）」 |      |                                                                                         | |                                        |                                                                  |                |
| 10 | 25   | ウルバリンなんかこわくない!                                                             | Buster and the Wolverine                                                                                     | Kennedy（カナダ）                      | 1990年10月19日                                                   | 1991年6月7日   |
| 『ピーターと狼』のパロディ。指揮者のエルマイラは、バスター、バブス、ブラッキー、ハムトン、ファーボール、スウィーティーが1匹の猛獣ウルバリンに追われる様子を描く。登場するキャラクターはそれぞれ、楽器で表現されている。エンドクレジット：バスター「ほんじゃま、うち帰るわ!（And that's a wrap!）」 |      |                                                                                         | |                                        |                                                                  |                |
| 11 | 14   | 番犬!?ファーボール ファーボールに夢中! 二つのカオを持つコネコ                           | Furrball Follies *K-9 Kitty *Aroma Amore *Cross-Country Kitty                                                | AKOM（韓国）                           | 1990年10月3日                                                    | 1991年6月14日  |
| 番犬!?ファーボール - ファーボールは、目の悪い夫婦の家に盲導犬と間違えられて引き取られる。夫婦が新しいメガネを貰って、そのメガネをかける。しかし、家に猫がいることに気づき、嫌がってファーボールを追放する。 ファーボールに夢中! - 背中に縞々が付いてしまったファーボールは、フィフィに愛のキューピッドとして追いかけられてしまい、急いでゴミ置き場に隠れる。最後、ようやく縞々が剥がれたファーボールは、アンビーとフロイドの背中に縞々をいれる。 二つのカオを持つコネコ - メアリー・メロディは、ファーボールを、自分の家のペットにする。そこでファーボールは、スウィーティーを追いかける。メアリーはファーボールを散歩に行かせようとするが、ファーボールは意地でもスウィーティーを捕まえようとする。最後、スウィーティーが連れてきた犬に追い払われ、ファーボールは、再び段ボール箱の生活で暮らすこととなる。エンドクレジット：バスター「Say good night, Babs.」、バブス「Good night, Babs.」 |      |                                                                                         | |                                        |                                                                  |                |
| 12 | 41   | 恋のレッスン教室 クサイクサイも好きのうち デートゲームは大混線                          | Dating, Acme Acres Style *Buster's Guide to Dating *Love Stinks *The Dream Date Game                         | Wang Film（台湾）                      | 1990年11月19日                                                   | 1991年6月21日  |
| 恋のレッスン教室：バスターはバブスにデートの仕方を教える。 クサイクサイも好きのうち：カラミティは、リトル・ビーバーを捕まえる作戦を立てるが、その作戦に失敗してカラミティの背中にスカンクの模様ができてしまい、フィフィはカラミティをスカンクと間違えて好きになる。 デートゲームは大混線：バスターとバブスはマックスを騙し、エルマイラ率いるゲーム大会「Date Game Show」に参加させる。エンドクレジット：バスターとバブス「アローハー!!」 |      |                                                                                         | |                                        |                                                                  |                |
| 13 | 17   | バスターは恐竜のママ!?                                                                  | Rock 'n' Roar                                                                                                | Wang Film（台湾）                      | 1990年10月8日                                                    | 1991年6月28日  |
| アクメエイカーズの試合でタイニー・トゥーンズたちがサッカーをしていると、バスターのボールが謎の大きな穴に落ちてしまう。バスターが掘りあてると、中から数百個のサッカーボールを発見する。しかし、実際にはサッカーボールではなく恐竜の卵で、バスターはその卵にローバーという名前つけて、育てようとする。それから、ローバーは卵から孵るが、後にアクメ・エイカーズを壊してしまう。バスターは恐竜の世界へ繋がる道を見つけ、ローバーを家に返す。エンドクレジット：バスター「And that's a wrap!」 |      |                                                                                         | |                                        |                                                                  |                |
| 14 | 18   | ラブリーなダンシング・オール・ナイト!                                                   | Prom-ise Her Anything                                                                                        | Wang Film（台湾）                      | 1990年10月9日                                                    | 1991年7月5日   |
| バブスからダンス・パーティーに誘われたバスターは、バッグス・バニーのダンスを見て、ダンスを上手く踊れる方法を考える。エンドクレジット：バスターとバブス「アローハー!!」 |      |                                                                                         | |                                        |                                                                  |                |
| 15 | 16   | さらば!高級レストラン 払ってスッキリ新聞代 バクハツ!怒りのバブス                        | Life in the 90's *Whining Out *Paper Trained *Butt Out                                                       | AKOM（韓国）                           | 1990年10月5日                                                    | 1991年7月12日  |
| さらば!高級レストラン：バスター、バブス、プラッキー、ハムトンの4匹は「Attitude」という高級レストランに行くが、スタッフから酷い扱いを受けてしまう。 払ってスッキリ新聞代：バスターはマックスに新聞亨を定額で払うように要求する。 バクハツ!怒りのバブス：レストランに来ていたバブスは、隣でタバコを吸うっているローデリックとルベラ・ラットに怒りが爆裂し、医者の恰好をしてタバコの気を付け方を2匹に教える。エンドクレジット：バスター「And that's a wrap!」 |      |                                                                                         | |                                        |                                                                  |                |
| 16 | 10   | バスター化けて出る! ドラキュラはエルマイラがお好き? 真夏の夜の恐怖                      | Stuff That Goes Bump in the Night *Home Wrecker *Fang You Very Much *Easy Biter                              | AKOM（韓国）                           | 1990年9月27日                                                    | 1991年7月19日  |
| 加筆募集中エンドクレジット：バスター「Say good night, Babs.」、バブス「Good night, Babs.」 |      |                                                                                         | |                                        |                                                                  |                |
| 17 | 22   | 白黒つけるぜ歌合戦                                                                      | Gang Busters                                                                                                 | Kennedy（カナダ）                      | 1990年10月15日                                                   | 1991年7月26日  |
| 加筆募集中エンドクレジット：バスター「And that's a wrap!」 |      |                                                                                         | |                                        |                                                                  |                |
| 18 | 19   | ペットたちの逆襲                                                                        | Hare Today, Gone Tomorrow                                                                                    | Kennedy（カナダ）                      | 1990年10月10日                                                   | 1991年8月2日   |
| バスターはエルマイラによって家に連れ戻されるのを嫌がり、なんとかして逃げ出す。逃げる前に、バスターはエルマイラが監禁していた他のペットたちを解放するが、今度はバスター自身が捕まってしまう。バブス、フィフィ、ファーボール、タイロン・タートルが助けに来る。エンドクレジット：バスター「And that's a wrap!」 |      |                                                                                         | |                                        |                                                                  |                |
| 19 | 30   | ハニーのすてきな物語                                                                    | Fields of Honey                                                                                              | Kennedy（カナダ）                      | 1990年11月2日                                                    | 1991年8月9日   |
| バブスは自分の師匠（女性）を探すために、映画保管庫を探し回り、「Bosko and Honey」のハニーを見つける。その後、バブスは短編作品「Bosko and Honey」を上映する映画館を設立し、大ヒットを繰り出す。エンドクレジット：バスター「Say good night, Babs.」、バブス「Good night, Babs.」 |      |                                                                                         | |                                        |                                                                  |                |
| 20 | 27   | ヨーロッパ珍道中記                                                                      | Europe in 30 Minutes                                                                                         | Wang Film（台湾）                      | 1990年10月26日                                                   | 1991年8月16日  |
| ゲーム大会でヨーロッパ旅行ツアーに当選したプラッキーは、バスター、バブス、ハムトンを誘う。イギリスに到着した4匹は、ダイアナ妃、チャールズ皇太子、頭の行かれた王室で働くシェフに出会う。バスターとバブスは2人の犯罪者に誘拐され、王室夫妻の誘拐を企む犯罪者の計画をぶっつぶす。エンドクレジット：バスター「Say good night, Babs.」、バブス「Good night, Babs.」 |      |                                                                                         | |                                        |                                                                  |                |
| 21 | 26   | スキスキ!ハムトン プラッキー自然をまもる! ケーキはオ・ア・ズ・ケ                        | You Asked for It: Episode 2 *The Weird Couple *The Return of the Toxic Revenger *Little Cake of Horrors      | Kennedy（カナダ）                      | 1990年10月22日                                                   | 1991年8月23日  |
| スキスキ!ハムトン：バスターが宿題を先に延ばす方法を皆に教える。 プラッキー自然をまもる!：動物好きのエルマイラが2人の強盗に追われてると、ショッピングセンターに閉じ込められてしまう。 ケーキはオ・ア・ズ・ケ：アリのコロニーは、砂糖がどれだけ中毒性があるか、その恐ろしさを知る。エンドクレジット：バスターとバブス「アローハー!!」 |      |                                                                                         | |                                        |                                                                  |                |
| 22 | 4    | 天才プラッキー誕生! ベビー・シッターにご用心! 知らんプリティー・ガール                  | Test Stress *Never Too Late to Loon *Li'l Sneezer *To Bleep or Not to Bleep                                  | 東京ムービー新社                       | 1990年9月19日                                                    | 1991年8月30日  |
| 加筆募集中エンドクレジット：バスター「And that's a wrap!」 |      |                                                                                         | |                                        |                                                                  |                |
| 23 | 21   | アイ・ラブ・ウサちゃん ハッピー・バースデー!モンティ キングプラッキー                   | You Asked for It *Debutante Devil *Sleight of Hare *Duck Out of Luck                                         | Wang Film（台湾）                      | 1990年10月12日                                                   | 1991年9月6日   |
| 加筆募集中エンドクレジット：バスター「And that's a wrap!」 |      |                                                                                         | |                                        |                                                                  |                |
| 24 | 38   | 世にもブキミな物語 ソーセージ・ハムトン 大好物を変更せよ! プラッキー正義に燃える        | Strange Tales of Weird Science *Scentimental Pig *Pit Bullied *Duck in the Muck                              | Encore（アメリカ）                     | 1990年11月14日                                                   | 1991年9月13日  |
| 加筆募集中エンドクレジット：バスター「Say good night, Babs.」、バブス「Good night, Babs.」 |      |                                                                                         | |                                        |                                                                  |                |
| 25 | 46   | ブラボー!ランボー!ドツボ・デイジー! そうぞうしいそうぞうの友だち                        | Ask Mr. Popular *Dapper Diz *A Pigment of His Imagination                                                    | Wang Film（台湾）                      | 1990年12月4日                                                    | 1991年9月20日  |
| 加筆募集中エンドクレジット：バスター「And that's a wrap!」 |      |                                                                                         | |                                        |                                                                  |                |
| 26 | 43   | プラッキーファン感謝デー!カモ あと一分地獄 プラッキーはワル!カモ アクメ街の悪夢         | Best o' Plucky Duck Day *One Minute 'Till Three *Sticky Feathers Duck *Duck in the Dark                      | Kennedy（カナダ）                      | 1990年11月31日                                                   | 1991年9月27日  |
| 加筆募集中エンドクレジット：プラッキー「Parting is such sweet sorrow.」 |      |                                                                                         | |                                        |                                                                  |                |
| 27 | 29   | レンタル・フレンド 夢がふくらむお年頃? アザラシを救え!                                  | Rainy Daze *Rent-a-Friend *Bunny Daze *Fur-Gone Conclusion                                                   | FANZ（新西蘭）                         | 1990年11月1日                                                    | 1991年10月4日  |
| 加筆募集中エンドクレジット：バスターとバブス「アローハー!!」 |      |                                                                                         | |                                        |                                                                  |                |
| 28 | 9    | バスターペットになるべし! リッチなお宅拝見! 体力勝負の音楽会                            | It's Buster Bunny Time *Bag That Bunny *Lifestyles of the Rich and Rotten *The Anvil Chorus                  | 東京ムービー新社                       | 1990年9月26日                                                    | 1991年10月11日 |
| 加筆募集中エンドクレジット：バスター「And that's a wrap!」 |      |                                                                                         | |                                        |                                                                  |                |
| 29 | 54   | ぶっとびロビンフッド バブスのシェイクスピア劇 エルマイラ・ワールド                      | The Weirdest Stories Ever Told *Robin Hare *To Babs or Not to Babs *Elmyra's 'Round the World                | AKOM（韓国）                           | 1991年2月8日                                                     | 1991年10月18日 |
| 加筆募集中エンドクレジット：ディジー「Show Over!」 |      |                                                                                         | |                                        |                                                                  |                |
| 30 | 53   | ゲージュツはバクハツだリモコン クマさん親子のピクニック ベビーシッターでクッタークター! | The Acme Home Shopping Show *Oh, for Art's Sake *Teddy Bears' Picnic *I Was a Teenage Bunny Sitter           | AKOM（韓国） ※ED表記：Kennedy          | 1991年2月6日                                                     | 1991年10月25日 |
| 加筆募集中エンドクレジット：エルマイラ「Let the show begin!」 |      |                                                                                         | |                                        |                                                                  |                |
| 31 | 39   | プラッキーの悪のりバットマン はみ出しプラッキー                                         | Inside Plucky Duck *Bat's All Folks *Wild Takes Class                                                        | Kennedy（カナダ）                      | 1990年11月15日                                                   | 1991年11月1日  |
| 加筆募集中エンドクレジット：プラッキー「Parting is such sweet sorrow.」 |      |                                                                                         | |                                        |                                                                  |                |
| 32 | 63   | 宝物より大事な物は?                                                                     | No Toon Is an Island                                                                                         | Wang Film（台湾）                      | 1991年2月25日                                                    | 1991年11月8日  |
| 加筆募集中エンドクレジット：フィフィ「Au revoir, mon petit potato du couch!」 |      |                                                                                         | |                                        |                                                                  |                |
| 33 | 32   | まちがいキューピット きれい好きは困ったちゃん ガッポリもうけまショー                    | Spring in Acme Acres *Love Among the Toons *Elmyra's Spring Cleaning *That's Incredibly Stupid               | Wang Film（台湾）                      | 1990年11月6日                                                    | 1991年11月15日 |
| 加筆募集中エンドクレジット：バスターとバブス「アローハー!!」 |      |                                                                                         | |                                        |                                                                  |                |
| 34 | 59   | 霧のロンドン ミステリー・ツアー 今夜はトゥナイト                                        | Brave Tales of Real Rabbits *And All That Rot *Day for Knight                                                | FANZ（新西蘭）                         | 1991年2月18日                                                    | 1991年11月22日 |
| 霧のロンドン ミステリー・ツアー：シャーロックホームズの冒険を描いたパロディで、部レイニー・ドームズ（バスター）とフロッサム（バブス）は、女王（エルマイラ）が失くした貴重な宝石をモンティ・オリティ（モンティ）に盗まれてしまい、2匹は女王の宝石を探る。しかし、2匹は違う宝石を探していることに気づき、唖然としてしまう。 今夜はトゥナイト：バスター卿は、ベージュ・ナイトに攫われたバブスを救うために、ドラゴンに乗ってベージュの隠れ家を探す。 エルマイラ「Let the show begin!」 |      |                                                                                         | |                                        |                                                                  |                |
| 35 | 23   | マックス立候補する!                                                                     | Citizen Max                                                                                                  | Wang Film（台湾）                      | 1990年10月16日                                                   | 1991年11月29日 |
| 加筆募集中エンドクレジット：バスター「And that's a wrap!」 |      |                                                                                         | |                                        |                                                                  |                |
| 36 | 13   | 博士の異常な実験                                                                        | Hare Raising Night                                                                                           | Wang Film（台湾）                      | 1990年10月3日                                                    | 1991年12月6日  |
| 加筆募集中エンドクレジット：バスター「And that's a wrap!」 |      |                                                                                         | |                                        |                                                                  |                |
| 37 | 57   | 川にゴミを捨てないで! アニマルはこまってる 守れ!へんてこランド                          | Pollution Solution *No Deposit, No Return of the Trash Bag Despenser *Jungle Bungle *Waste Deep in Wackyland | Kennedy（カナダ）                      | 1991年2月14日                                                    | 1991年12月13日 |
| 加筆募集中エンドクレジット：ゴーゴー・ドードー「It's been surreal!」 |      |                                                                                         | |                                        |                                                                  |                |
| 38 | 45   | 泳げ!クジラ君                                                                           | Whale's Tales                                                                                                | AKOM（韓国）                           | 1990年11月26日                                                   | 1991年12月20日 |
| 加筆募集中エンドクレジット：バスター「And that's a wrap!」 |      |                                                                                         | |                                        |                                                                  |                |
| 39 | 60   | ワシら親子!? アタチを食べてぇ〜ん!! のっとり犯スウィーティー                            | How Sweetie It Is *Egged on Eagle *Let's Do Lunch *The Raven                                                 | Kennedy（カナダ）                      | 1991年2月19日                                                    | 1991年12月27日 |
| 加筆募集中エンドクレジット：ファーボール「ガオー、ニャー!」 |      |                                                                                         | |                                        |                                                                  |                |
| 40 | 55   | バンシー・ショックでフラフラ 追いつめられてスカンク グルメなカモかも                    | Viewer Mail Day *Pluck 'o the Irish *Out of Odor *Buttering Up the Buttfields                                | Wang Film（台湾）                      | 1991年2月11日                                                    | 1992年1月10日  |
| 加筆募集中エンドクレジット：フィフィ「Au revoir, mon petit potato du couch!」 |      |                                                                                         | |                                        |                                                                  |                |
| 41 | 48   | クールな男の条件とは? サムライ・スラッグに夢中! 森の知恵くらべ                          | *Mr. Popular's Rules of Cool *Slugfest *Venison Anyone?                                                      | Wang Film（台湾）                      | 1990年12月10日                                                   | 1992年1月17日  |
| 加筆募集中エンドクレジット：バスター「Say good night, Babs.」、バブス「Good night, Babs.」 |      |                                                                                         | |                                        |                                                                  |                |
| 42 | 42   | 校長先生の正体は? ボクは本のグルメ 恐怖のかんごふさん                                   | Looniversity Daze *The Learning Principal *Eating Between the Lines *What's Up, Nurse?                       | Encore（アメリカ） Fil-Cartoons（比）  | 1990年11月20日                                                   | 1992年1月24日  |
| 加筆募集中エンドクレジット：バスターとバブス「アローハー!!」 |      |                                                                                         | |                                        |                                                                  |                |
| 43 | 28   | あぶないテニス 外野席は大さわぎ! ゴルフで仕返し                                         | The Wacko World of Sports *Tennis the Menace *Bleacher Bummer *Miniature Goof                                | AKOM（韓国）                           | 1990年10月30日                                                   | 1992年1月31日  |
| 加筆募集中エンドクレジット：バスター「Say good night, Babs.」、バブス「Good night, Babs.」 |      |                                                                                         | |                                        |                                                                  |                |
| 44 | 65   | きめるぜ!ガンマン                                                                       | High Toon | Kennedy（カナダ）                      | 1991年3月29日                                                    | 1992年2月7日   |
| 加筆募集中エンドクレジット：エルマイラの犬「ワン!」 |      |                                                                                         | |                                        |                                                                  |                |
| 45 | 15   | 恐怖のウラ側 はだかの体験 ぬけ出たユーモア                                              | The Acme Acres Zone *A Walk on the Flip Side *A Bacon Strip *Senserely Yours, Babs                           | Wang Film（台湾）                      | 1990年10月4日                                                    | 1992年2月14日  |
| 46 | 8    | 地球のまんなか探検記                                                                    | Journey to the Center of Acme Acres                                                                          | 東京ムービー新社                       | 1990年9月25日                                                    | 1992年2月21日  |
| 加筆募集中エンドクレジット：バスター「And That's a wrap.（邦訳不明）」 |      |                                                                                         | |                                        |                                                                  |                |
| 47 | 49   | バノチオのぼうけん クマったちんにゅう者                                                 | Fairy Tales for the 90's *Bunnochio *Bear Necessities                                                        | Wang Film（台湾）                      | 1990年12月12日                                                   | 1992年2月28日  |
| 加筆募集中エンドクレジット：ゴーゴー・ドードー「It's been surreal!」 |      |                                                                                         | |                                        |                                                                  |                |
| 48 | 44   | ぼくらのヒーロー!ハムトン                                                               | Hero Hamton                                                                                                  | Encore（アメリカ）                     | 1990年11月23日                                                   | 1992年3月6日   |
| 加筆募集中エンドクレジット：ゴーゴー・ドードー「It's been surreal!」 |      |                                                                                         | |                                        |                                                                  |                |
| 49 | 52   | ブロッコリー星人の侵略 お化けが出たゾー!! 未来のヒーローはスーパー・ドジ!               | The Return of the Acme Acres Zone *Real Kids Don't Like Broccoli *Boo Ha Ha *Duck Dodgers Jr.                | Wang Film（台湾）                      | 1991年2月4日                                                     | 1992年3月13日  |
| 加筆募集中エンドクレジット：エルマイラの犬「ワン!」 |      |                                                                                         | |                                        |                                                                  |                |
| 50 | 50   | パリより愛を込めて…S.O.S!                                                               | Who Bopped Bugs Bunny?                                                                                       | Kennedy（カナダ）                      | 1990年12月14日                                                   | 1992年3月20日  |
| 加筆募集中エンドクレジット：バスターとバブス「アローハー!!」 |      |                                                                                         | |                                        |                                                                  |                |
| 51 | 64   | テレビはぜっタイニーおまかせ!                                                           | K-ACME TV | Wang Film（台湾）                      | 1991年2月26日                                                    | 1992年3月27日  |
| 加筆募集中エンドクレジット：ディジー「Show Over!」 |      |                                                                                         | |                                        |                                                                  |                |
| 52 | 36   | 究極のアニメ登場!                                                                       | Animaniacs!                                                                                                  | AKOM（韓国）                           | 1990年11月12日                                                   | 1992年4月1日   |
| 加筆募集中エンドクレジット：ゴーゴー・ドードー「It's been surreal!」 |      |                                                                                         | |                                        |                                                                  |                |
| 53 | 62   | ミルクでギュ、ギュー! ハムトンはおたずね者!? ブタエビ合戦                               | Here's Hamton *Milk, It Makes a Body Spout *America's Least Wanted *Drawn and Buttered                       | Wang Film（台湾）                      | 1991年2月22日                                                    | 1992年4月8日   |
| ミルクでギュ、ギュー!：バスターとプラッキーは、誰が先にハムトンの鼻からミルクを吹き出せるか競争する。 ハムトンはおたずね者!?：プラッキーが3チャンネルで放送されている「極悪犯罪ワースト・テン」でハムトンがブートン・ベーコンという犯罪者として紹介されているのを知り、プラッキーは5千ドルの賞金よりもハムトンを守ることが大切と感じた。 ブタエビ合戦：数週間も小遣いを貯めてきたハムトンは、夕食の準備のためにいたずらばかりするロブスターを買って食材の料理にする。エンドクレジット：ファーボール「ガオー」 |      |                                                                                         | |                                        |                                                                  |                |
| 54 | 34   | 自由は遠いョ! こわすぎるベビー・シッター 悲しきワンちゃん                               | The Wide World of Elmyra *Turtle Hurdle *Drooley Davey *Go Fetch                                             | 東京ムービー新社                       | 1990年11月8日                                                    | 1992年4月15日  |
| バスターとバブスは、自然世界の探検隊として登場。道を進むと、動物に罠仕掛けようとするエルマーがいた。このお話は、エルマイラがテーマとなっている。 自由は遠いョ!：タイロンがエルマイラの家から逃亡。タイロンは池に行くため、高速道路を渡らなければならない。そんな中、ミシガン・J・フロッグにからかわれてしまう。 こわすぎるベビー・シッター：とても親切なご夫婦の赤ちゃんのベビーシッターを任されたエルマイラ。赤ちゃんは、エルマイラと一緒にいるのがとても怖く、逃げ出してしまう。 悲しきワンちゃん：エルマイラは、バーキーとボール遊びをする。バーキーがボールを取りにいくと非常に酷い目に合うため、とても怖がっている。 エンドクレジット：バスター「And That's a wrap.（邦訳不明）」 |      |                                                                                         | |                                        |                                                                  |                |
| 55 | 56   | バッター・バスター バスターのピカピカ・チャリンコ オリンピック始まる                    | Son of the Wacko World of Sports *Buster at the Bat *Buster's New Bike *Acme Acres' Summer Olympics          | Kennedy（カナダ）                      | 1991年2月12日                                                    | 1992年4月22日  |
| バッター・バスター：シルベスターが甲子園の実況者として迎え、バスターたちが野球の試合に出場する（ただし、バブスは司会）。 バスターのピカピカ・チャリンコ：バスターはチャリンコ・ボブから新しいチャリンコを手に入れる。 オリンピック始まる：アクメ学園とパーフェクト予備校の学生は、マラソンや、高跳びプール、様々なスポーツ競技に参加する。エンドクレジット：ファーボール「ガオー、ニャオ!」 |      |                                                                                         | |                                        |                                                                  |                |
| 56 | 58   | 楽チンに生きよう! ペット・ショップにエルマイラあらわる! あり!?アリの世界                | You Asked for It, Again *Buster's Guide to Goofing Off *Elmyra at the Mall *Hold the Sugar                   | Kennedy（カナダ）                      | 1991年2月15日                                                    | 1992年4月29日  |
| 楽チンに生きよう!：バスターは、宿題を先延ばしにする方法をみんなに教える。 ペット・ショップにエルマイラあらわる!：動物好きのエルマイラが2人の強盗に追われていると、途中でペット・ショップに閉じ込められてしまう。 あり!?アリの世界：アリのコロニーは、砂糖がどれだけやばいものか知り尽くす。エンドクレジット：エルマイラ「Let the show begin!」 |      |                                                                                         | |                                        |                                                                  |                |
| 57 | 74   | コメディアン誕生 思い出を水に流して… ジョークのクジョー（苦情）                         | Henny Youngman Day *Stand-Up and Deliver *The Potty Years *Lame Joke                                         | StarToons（アメリカ） Luk Film（韓国） | 1991年11月22日                                                   | 1992年5月6日   |
| 加筆募集中エンドクレジット：プラッキー「I wanna flush it again!」 |      |                                                                                         | |                                        |                                                                  |                |
| 58 | 73   | ワイワイハワイアン                                                                      | Buster and Babs Go Hawaiian                                                                                  | 東京ムービー新社                       | 1991年11月18日                                                   | 1992年5月13日  |
| 加筆募集中エンドクレジット：バスターとバブス「アローハー!!」 |      |                                                                                         | |                                        |                                                                  |                |
| 59 | 72   | おもしろテレビをつくろう!                                                               | Acme Cable TV                                                                                                | 東京ムービー新社                       | 1991年11月11日                                                   | 1992年5月27日  |
| 加筆募集中エンドクレジット：バスター「Say good night, Babs.」、バブス「Good night, Babs.」 |      |                                                                                         | |                                        |                                                                  |                |
| 60 | 71   | エルマイラ危うし! スカッとカブ・スカウト スターはだれだ!?                               | Toon Physics *Once Upon a Star *A Cub for Grub *The Year Book Star                                           | AKOM（韓国）                           | 1991年11月4日                                                    | 1992年6月3日   |
| 加筆募集中エンドクレジット：プラッキー「Parting is such sweet sorrow.」 |      |                                                                                         | |                                        |                                                                  |                |
| 61 | 78   | エルマイラにこうさん!                                                                   | Take Elmyra Please                                                                                           | 東京ムービー新社                       | 1992年2月24日                                                    | 1992年6月10日  |
| 加筆募集中エンドクレジット：ファーボール「ガオー、ニャオ!」 |      |                                                                                         | |                                        |                                                                  |                |
| 62 | 66   | 見て見て!バブス ザ・救助犬アーノルド チョウチョウタコかいな                             | Pledge Day *It's All Relatives *Lifeguard Lunacy *The Kite                                                   | AKOM（韓国）                           | 1991年9月16日                                                    | 1992年6月17日  |
| 加筆募集中エンドクレジット：エルマイラの犬「ワン!」 |      |                                                                                         | |                                        |                                                                  |                |
| 63 | 70   | センチメンタルな贈り物 そうぞうであそぼ! ファーボールのともだち                         | Playtime Toons *Happy Birthday Hamton *Fit to Be Toyed *Strung Along Kitty                                   | AKOM（韓国）                           | 1991年9月20日                                                    | 1992年6月24日  |
| 加筆募集中エンドクレジット：ファーボール「ガオー、ニャオ!」 |      |                                                                                         | |                                        |                                                                  |                |
| 64 | 7    | プラッキーハリウッドへ行く                                                              | Hollywood Plucky                                                                                             | 東京ムービー新社                       | 1990年9月24日                                                    | 1992年7月1日   |
| 加筆募集中エンドクレジット：プラッキー「Parting is such sweet sorrow.」 |      |                                                                                         | |                                        |                                                                  |                |
| 65 | 31   | サーカスのなぞを探れ!                                                                   | Sawdust and Toonsil                                                                                          | AKOM（韓国） ※ED表記：Wang Film        | 1990年11月5日                                                    | 1992年7月8日   |
| 加筆募集中エンドクレジット：ゴーゴー・ドードー「It's been surreal!」 |      |                                                                                         | |                                        |                                                                  |                |
| 66 | 76   | コンダッキー号漂流記                                                                    | Kon Ducki | 東京ムービー新社                       | 1990年2月10日                                                    | 1992年7月22日  |
| 加筆募集中エンドクレジット：プラッキー「Parting is such sweet sorrow.」 |      |                                                                                         | |                                        |                                                                  |                |
| 67 | 68   | ディジー本を読む いじめっこモンティー い〜けないんだ!!                                  | Elephant Issues *Why Dizzy Can't Read *C.L.I.D.E. and Prejudice *One Beer                                    | AKOM（韓国）                           | 1991年9月18日                                                    | 1992年7月29日  |
| 加筆募集中エンドクレジット：ゴーゴー・ドードー「It's been surreal!」 |      |                                                                                         | |                                        |                                                                  |                |
| 68 | 77   | モンティーの大いなる野望                                                                | Sepulveda Boulevard                                                                                          | AKOM（韓国）                           | 1992年2月17日                                                    | 1992年8月5日   |
| 69 | 75   | モンタナ・キッス! 子供じゃないもん!                                                     | Love Disconnection *My Dinner with Elmyra *The Amazing Three                                                 | 東京ムービー新社                       | 1991年11月25日                                                   | 1992年8月12日  |
| 加筆募集中エンドクレジット：エルマイラ「Let the show begin!」 |      |                                                                                         | |                                        |                                                                  |                |
| 70 | 69   | パーティーはおしずかに!                                                                 | Hog-Wild Hamton                                                                                              | AKOM（韓国）                           | 1991年9月19日                                                    | 1992年8月19日  |
| 加筆募集中エンドクレジット：ディジー「Show over!」 |      |                                                                                         | |                                        |                                                                  |                |
| 71 | 61   | ぶりっこゴキブリバンド 帰ってきたプラック・トウェイシー                                 | New Character Day *The Roches *The Return of Pluck Twacy                                                     | Kennedy（カナダ） ※ED表記：Wang Film   | 1991年2月20日                                                    | 1992年8月26日  |
| 加筆募集中エンドクレジット：ディジー「Show over!」 |      |                                                                                         | |                                        |                                                                  |                |
| 72 | 33   | カラミティーのアルバム だれか信じて! のぞき見プラッキー                                 | Psychic Fun-Omenon Day *Piece of Mind *Class Cut-Up *Rear Window Pain                                        | Wang Film（台湾）                      | 1990年11月7日                                                    | 1992年9月2日   |
| 加筆募集中エンドクレジット：バスター「And that's a wrap!」 |      |                                                                                         | |                                        |                                                                  |                |
| 73 | 51   | タイニー・トゥーン ミュージック・テレビ                                                 | Tiny Toon Music Television                                                                                   | 東京ムービー新社                       | 1991年2月1日                                                     | 1992年9月9日   |
| 加筆募集中エンドクレジット：エルマイラの犬「ワン!」 |      |                                                                                         | |                                        |                                                                  |                |
| 74 | 6    | ふしぎの国のバブス                                                                      | Her Wacky Highness                                                                                           | 東京ムービー新社                       | 1991年9月21日                                                    | 1992年9月23日  |
| 加筆募集中エンドクレジット：バスター「And that's a wrap!」 |      |                                                                                         | |                                        |                                                                  |                |
| 75 | 97   | 減点学園 クビにされてビックリ! にくいアイツ!                                            | Best of Buster Day *Compromising Principals *Maid to Re-Order *Class Without Class                           | Wang Film（台湾）                      | 1992年11月23日                                                   | 1992年10月7日  |
| 加筆募集中エンドクレジット：バスター「And that's a wrap!」 |      |                                                                                         | |                                        |                                                                  |                |
| 76 | 11   | 捨て子のスニーザー 水!カム・バック! バイロンの子守唄                                    | Looking Out for the Little Guy *Awful Orphan *The Re-Return of the Toxic Revenger *Dog-Bird Afternoon        | Wang Film（台湾）                      | 1990年9月28日                                                    | 1992年10月14日 |
| 加筆募集中エンドクレジット：バスター「And that's a wrap!」 |      |                                                                                         | |                                        |                                                                  |                |
| 77 | 96   | ペットはワンダフル! パーティーにもぐりこめ! 宿なしブルース                              | A Cat's Eye View *Little Dog Lost *Party Crasher Plucky *Homeward Bound                                      | AKOM（韓国）                           | 1992年11月17日                                                   | 1992年10月28日 |
| 加筆募集中エンドクレジット：ファーボール「ガオー、ニャオ!」 |      |                                                                                         | |                                        |                                                                  |                |
| 78 | 5    | ムキムキバニー ちっちゃな親切ちっちゃな虫にも まねっ子まねされる                        | The Buster Bunny Bunch *Buffed Bunny *Squish *Born to Be Riled                                               | 東京ムービー新社                       | 1990年9月20日                                                    | 1992年11月18日 |
| 加筆募集中エンドクレジット：バスター「And that's a wrap!」 |      |                                                                                         | |                                        |                                                                  |                |
| 79 | 79   | 13のとき                                                                                | Thirteen something                                                                                           | StarToons（アメリカ）                  | 1992年9月14日                                                    | 2000年12月11日 |
| バスターとバブスは、「13のとき」のオーディションを受けようと決意する。バブスはニューヨークの到着。バスターは代わりの共演者を見つけようしたが、誰もいなかった。バブズはバブス・ブンナワルスキーオーバースミスという女性に変装してオーディションを受け、様々な役を勝ち取る。エンドクレジット：バスター「おやすみ、バブス」バブス「おやすみ、バスター」 |      |                                                                                         | |                                        |                                                                  |                |
| 80 | 80   | スーパーヒーローバットダック サウンドオフ ホテル救出大作戦                              | New Class Day *The Just-Us League of Supertoons *Sound Off *A Night in Kokomo                                | Wang Film（台湾）                      | 1992年9月15日                                                    | 2000年12月13日 |
| 今日はアクメ学園の新学期の日。ハムトンが次はどんな授業が待っているのか期待していると、次はスーパーヒーローの授業だとプラッキーは言う。 スーパーヒーローバットダック：加筆求む サウンドオフ：この話は無声映画の1つである。バスターとバブスと仲間たちがピクニックを楽しんでいるとき、ディジーが邪魔をしてピクニックが台無しになってしまう。バスターとバブスは、ディジーをインク瓶で閉じ込めるために追いかける。 ホテル救出大作戦：加筆求む（マルクス兄弟のパロディ）エンドクレジット：ディジー「Show over!」 |      |                                                                                         | |                                        |                                                                  |                |
| 81 | 86   | パパの恐怖のおしおき やさしいコンドル コンコード ナイト・オブ・ザ リビング・ペット      | Toons from the Crypt *Wait Till Your Father Gets Even *Concord the Kindly Condor *Night of the Living Pets   | AKOM（韓国）                           | 1991年9月22日 （オーストラリア） 1995年11月11日 （ニコロデオン） | 2000年12月14日 |
| パパの恐怖のおしおき - ハムトンは、プラッキーとのゲーム対決でボトルキャップ・コレクションを失くしてしまい、お父さんに怒られるのではないかと心配する。 やさしいコンドル コンコード：獣医師になりたいコンコルドは、尻尾が折れて怪我をしているリスに治療を行う。 ナイト・オブ・ザ リビング・ペット - エルマイラの世話で亡くなったペットたちは、墓から蘇ってエルマイラに復讐し、とてつもない恐怖を味合わせる。エンドクレジット：エルマイラ「Let the show begin!」 |      |                                                                                         | |                                        |                                                                  |                |
| 82 | 94   | ミニスターゴルフでおおはしゃぎ フィフィの海底探検                                       | Sports Shorts *Minister Golf *The Undersea World of Fifi                                                     | AKOM（韓国）                           | 1992年11月13日                                                   | 2000年12月15日 |
| ミニスターゴルフでおおはしゃぎ - プラッキーは幼い時からミニチュア・ゴルフを隅々まで楽しんでいた。 フィフィの海底探検 - フィフィは海を渡ってシー・モンキーを探す旅に行く。しかし、結果的にエルマイラがシー・モンキーを捕まえてしまい、フィフィの大冒険はパーとなってしまい、宇宙は黙示録と化していった。エンドクレジット：プラッキー「I wanna flush it again!」 |      |                                                                                         | |                                        |                                                                  |                |
| 83 | 83   | ノミ一家の危機                                                                          | Flea for Your Life                                                                                           | Wang Film（台湾）                      | 1992年9月18日                                                    | 2000年12月18日 |
| 加筆募集中エンドクレジット：エルマイラの犬「ワン!」 |      |                                                                                         | |                                        |                                                                  |                |
| 84 | 91   | おばあちゃんの葬式騒動                                                                  | Grandma's Dead                                                                                               | AKOM（韓国）                           | 1992年11月10日                                                   | 2000年12月19日 |
| おばあちゃんの葬式騒動 - エルマイラが飼っていたハムスターが亡くなり、思いっきり泣き叫ぶ。しかし、隣の人たちからエルマイラのおばあちゃんが亡くなったと勘違いしてしまう。エンドクレジット：ファーボール「ガオー、ニャオ!」 |      |                                                                                         | |                                        |                                                                  |                |
| 85 | 95   | ウィークデー・アフタヌーン・ライブ                                                      | Weekday Afternoon Live                                                                                       | Wang Film（台湾）                      | 1992年11月16日                                                   | 2000年12月20日 |
| シンプソンズに出てくるバート・シンプソンの姿をした人物が司会を務め、大人気テレビ番組のキャラクターが登場したり、それにちなんだエピソードのパロディも満載。エンドクレジット：ディジー「Show over!」 |      |                                                                                         | |                                        |                                                                  |                |
| 86 | 82   | ロマンスはつむじ風のように 上へまいります クローゼットモンスターの悲劇                  | What Makes Toons Tick *Whirlwind Romance *Going Up *Nothing to Sneeze At                                     | 東京ムービー新社                       | 1992年9月17日                                                    | 2000年12月21日 |
| 加筆募集中エンドクレジット：プラッキー「I wanna flush it again!」 |      |                                                                                         | |                                        |                                                                  |                |
| 87 | 81   | わが復讐のかがやき キャントバイミーラブ 電話はある日突然に                              | Fox Trot *My Brilliant Revenge *Can't Buy Me Love *Phone Call from the 405                                   | AKOM（韓国）                           | 1992年9月16日                                                    | 2000年12月22日 |
| わが復讐のかがやき - ハムトンは、毎年いつも出演しているテレビ番組をクビにされ、プラッキーのバグパイプを壊してしまう。ハムトンにバグパイプを壊されたプラッキーは、ハムトンに復讐をしようとする。しかし、ハムトンから謝罪してきたため、無事に仲直りとなった。 キャントバイミーラブ - ローダ・クイーンという女性が引っ越してきて、エルマイラはローダと友達になろうと彼女の部屋を尋ねる。しかし、ローダは甘やかされて育っていたためか、あまりしつこいと友達になるのを辞めると言う。 電話はある日突然にエンドクレジット：バスターとバブス「アローハー!!」 |      |                                                                                         | |                                        |                                                                  |                |
| 88 | 88   | ごちそうの甘いお誘い ダックラホマ                                                       | Buster's Directorial Debut *Fit to Be Stewed *Ducklahoma                                                     | Wang Film（台湾）                      | 1992年11月2日                                                    | 2000年12月25日 |
| ごちそうの甘いお誘い - ヘンゼルとグレーテルのパロディ。 バブスとバスターは、魔女のサンディが暮らすキャロット・ケーキに行く。ダックラホマ - バスターはプラッキーに仕返しするため、ダックラホマを混ぜたアンヴィル・コーラスにプラッキーを出演させる。エンドクレジット：ファーボール「ガオー、ニャオ!」 |      |                                                                                         | |                                        |                                                                  |                |
| 89 | 85   | コメディー脱出作戦                                                                      | Toons Take Over                                                                                              | FANZ（新西蘭）                         | 1992年9月21日                                                    | 2000年12月26日 |
| スティーヴンがいないため、バブスはコメディにうんざり。バブス、バスター、プラッキーは、演技を変えるためにクーパー・デビルに相談し、みんなが自分たちのアニメの監督となる。アニメーション映画を作るのに何度か苦労を重ね続け、ついに6分間の短編映画が完成した。エンドクレジット：バスターとバブス「アローハー!!」 |      |                                                                                         | |                                        |                                                                  |                |
| 90 | 87   | モノクロタウン                                                                          | Two-Tone Town                                                                                                | 東京ムービー新社                       | 1992年9月28日                                                    | 2000年12月27日 |
| バスターとバブスは、白黒世界の街"モノクロタウン"に足を入れる。バブスとバスターは、モノクロ・トゥーンがダサい（流行ってない）どころか、アクメ社のエージェントに仕事を取られていることに気づいてがっかりしてしまう。バブスはモノクロ・トゥーンたち訓練させて"Acme Oop!（邦訳は忘れたため不明）"のオーディションを受けさせ、バスターがトゥーンたちにジョークと早着替えの仕方を教えている間にバスターは音楽と効果音を盗みとる。そしてバスターは逃げ、手紙を置く。その手紙を読んだヨセミテは、その女性の正体がバスターだと気づく。結果、トゥーンたちはオーディション不合格となるが、そこでバスターが来てモノクロ・トゥーンたちを新しくさせ、トゥーンたちは無事にテレビ出演を果たすことができたのであった。 補足：モノクロ・トゥーンが歌ったモノクロタウンのテーマは、タイニー・トゥーンズのテーマの替え歌だった。 登場するキャラクター：フォクシー、ロキシー、グーピー・ギア、ダフィー・ダック、ヨセミテ・サム、ポーキー・ピッグ（カメオ出演）、タズマニアン・デビル（カメオ出演）、エルマー・ファッド（カメオ出演）、ペペ・ル・ピュー（カメオ出演）、フォグホーン・レグホーン（カメオ出演） エンディングの最後：「Do you like our butts and ears better up or down?」（今日の格言で、「僕らの尻と耳、上と下、どれが好き？」という意味だった） エンディング・コント：「おやすみバブス、おやすみバスター」（白黒版） |      |                                                                                         | |                                        |                                                                  |                |
| 91 | 93   | お泊まりパーティーの恐怖                                                                | The Horror of Slumber Party Mountain                                                                         | Wang Film（台湾）                      | 1992年11月12日                                                   | 2000年12月28日 |
| バブス、フィフィは、シャーリーの家に泊ってテレビゲームを楽しむ。そのとき、誰かがシャーリーの家に尋ねてきた。3匹は、プラッキー、ハムトン、バスターのいたずらではないかと疑う。一方、プラッキー、ハムトン、バスターは近くでキャンプをしていた。バスターが片目のジャックの秘密を語った後、少女らはその悪党を追い払うが、そこで正真正銘の片目のジャックが現れる。フィフィがジャックを退治する間、バブスとシャーリーは近くの屋敷に避難するが、バスター、プラッキー、ハムトンもその中に隠れてしまった。仲間たちは次々と姿を消していき、ついに牢屋に閉じ込められてしまう事態に。しかし、その怪物の正体は、なんとエルマイラだったのであった。この内容は、「The Ghost of Slumber Mountain」という映画のタイトルをもじったとみられる。エンドクレジット：ファーボール「ガオー、ニャオ!」 |      |                                                                                         | |                                        |                                                                  |                |
| 92 | 67   | ホットな社会科見学 バブス芸術を語る にっくき肉工場                                      | Going Places *When You're Hot *That's Art Folks! *Slaughterhouse Jive                                        | Wang Film（台湾）                      | 1991年9月17日                                                    | 2000年12月30日 |
| バスター、バブス、そして仲間たちが遠足に出かける。 ホットな社会科見学：アクメ消防署でピート・ピューマが火事と安全について教える。その実験として学校に火をつけてしまい、プラッキー、バスター、ハムトンは、その燃え広がる火を消す。なんとか消火できたものの、アクメ学園は倒壊となってしまった。 バブス芸術を語る：アクメ美術館で、バブスは絵画に魅力を感じず嫌味を抱く。柱に頭を殴られたバブスは、素晴らしき芸術を夢に見る。 にっくき肉工場：マックスのメリー・ミート社で、タイニー・トゥーンズたちは肉を動物たちで作っているところを見せられる。肉にされてしまうところをなんとかして脱走し、みんなでマックスに工場を閉鎖するように説得する。エンドクレジット：バスターとバブス「アローハー!!」 |      |                                                                                         | |                                        |                                                                  |                |
| 93 | 100  | タイニートゥーンズ 真夜中の怪                                                           | Tiny Toons' Night Ghoulery                                                                                   | 東京ムービー新社                       | 1995年3月28日                                                    | 2001年10月28日 |
| 四次元への招待という映画をパロディにした1時間のアニメスペシャル。 - 「告げ口掃除機」 - プラッキーはハムトンが持っている掃除機に恐ろしさを感じ、パニックになりながら掃除機を壊してしまう。 - 「Sneezer the Sneezing Ghost」 - ウィッチ・ヘーゼルは、ファーボールにくしゃみをするオバケを退治するように頼むが、ファーボールは自滅してしまう。 - 「悪魔の犬」 - バブスは、荒野に住む人々から悪魔の犬が出るという噂を聞くが、存在を知らなかった。そのおかげで、人々はそんな何も知らないバブスにおびえてしまう。 - 「Fuel」 - カラミティは、リトル・ビーバーが運転する車を追いかけるが、何度も轢かれてうんざりする。 - 「Hold That Duck」 - プラッキーとバスターは、プラッキーの叔父のモーティマーから相続したお屋敷に向かう。 - 「Night of the Living Dull」 - 加筆募集中 - 「Frankenmyra & Dizzigor」 - フランケンマイラは、かわいいペットを作るために必要な材料を持ってきて、Dizzigorという怪物を作った後、その怪物をペットにしてしまう。 - 「A Gremlin on a Wing」 - 飛行機の中にいるプラッキーは、飛行機の翼とエンジンを食べるグレムリンを見つけ、飛行機が壊されるのを防ぐ。 エンドクレジット：エルマイラの犬「Woof!（ワン!）」 |      |                                                                                         | |                                        |                                                                  |                |
| 94 | 90   | トゥーンTV                                                                              | Toon TV | Wang Film（台湾）                      | 1992年11月9日                                                    | 2003年6月20日  |
| バスターとバブスがカウントダウンでお届けするミュージック・ビデオ集。 - "It's in His Kiss": バスターとバブスの恋物語を映像にしている。この歌は吹き替えられなかった。 - "Video Game Blues": プラッキーがアーケードゲームで宇宙人と戦う物語を映像にしている。こちらは吹き替えになっていたと思われる。 - "Nothing Comes Close to You": シニード・オコナーが登場するパロディもの。 - "The Name Game":エルマイラは、次々に迫りくる宇宙人を倒しながらいろんなキャラクターを詞にして歌う。 - "Toon Out, Toon In": ラッパー歌手 バニラ・ライスによる、タイニー・トゥーンズのオリジナルソング。途中でエルマイラも歌っている。 - "Do You Love Me?": バスターはバブスに愛してると伝える。 - "Yakety Yak": プラッキーは、親父からの命令でゴミ出しと洗濯を行うが、逃走中の犯人（『タイニー・トゥーンズの夏休み』に出てくる悪者に似ている）を追いかける警察官に追われてしまう羽目にあう。エンドクレジット：バスター「これでホントにおしまい! (And that's a wrap!)」 |      |                                                                                         | |                                        |                                                                  |                |
| 95 | 92   | お兄さんといっしょ そしてみんな臭くなった 爆笑の湖                                      | Music Day *Ruffled Ruffee *The Horn Blows at Lunchtime *Loon Lake                                            | 東京ムービー新社                       | 1992年11月11日                                                   | 2003年6月27日  |
| バブスとバスターたちは、額縁舞台で音楽の日を紹介。 - "Ruffled Ruffee" - ラフィーは、魅力あふれる音楽を作るミュージシャン。しかし、彼は大音量で音楽が流れることが大嫌い。バスターたちは、ラフィーにおかしな音楽を披露させて狂わせる。 - "The Horn Blows at Lunchtime" - スニーザーは、トランペットを練習するためにどこかで演奏できる場所がないか探していた。しかし、ヘタな音を出したせいで、リンブル・ガーチーズにカフェテリアでおならでもしたのかと騒ぎを起こさせる。 - "Loon Lake" - シャーリーは発表会のためにバレリーナをやることになっている。他のみんなから、バレリーナになるにしても頭が回り過ぎてダンスは無理だろうと考えていた。バブスの助け合いにより、シャーリーは全力を尽くす。エンドクレジット：フィフィ「Au revoir, mon petit potato du couch!」 |      |                                                                                         | |                                        |                                                                  |                |
| 96 | 89   | ワシントゥーン                                                                          | Washingtoon                                                                                                  | AKOM（韓国）                           | 1992年11月4日                                                    | 2003年7月4日   |
| バスターとバブスは、暴力表現の規制を望んでいるAC-AFCの会長からタイニー・トゥーンズたちがクビにされていることを知る。これにより、アクメエイカーズはプラッキーとの協力関係にも悪影響が生じていく。バスターとバブスは、議会事務局で議長と説得し、みんなでトゥーンを直し、アクメ・エイカーズを救う。エンドクレジット：ゴーゴー・ドードー「It's been surreal!」 |      |                                                                                         | |                                        |                                                                  |                |
| 97 | 35   | タイムトラベルの落とし穴                                                                | A Ditch in Time                                                                                              | 東京ムービー新社                       | 1990年11月9日                                                    | 2003年7月11日  |
| バスターとバブスが落とし穴に落ちて、原始時代にタイムスリップする。プラッキー「全部見てくれてありがとさん（Parting is such sweet sorrow.）」 |      |                                                                                         | |                                        |                                                                  |                |
| 日本未放送エピソード |      |                                                                                         | |                                        |                                                                  |                |
| （未定） | 84   | （未定）                                                                                | The Return of Batduck                                                                                        | 東京ムービー新社                       | 1992年9月19日                                                    | 未放送         |
| プラッキーは、自分の番組を立ち上げようという勇気を胸に、バットマン・リターンズに出演したいと考える。ハムトンと一緒にスタジオへ行き、ティム・バートンと会う。プラッキー「Parting is such sweet sorrow.」 |      |                                                                                         | |                                        |                                                                  |                |
| （未定） | 98   | （未定）                                                                                | It's a Wonderful Tiny Toons Christmas Special                                                                | StarToons（アメリカ）                  | 1992年12月6日                                                    | 未放送         |
| バスターは、テレビ局の幹部たちから聴取される特別番組を始めたが、学園に遅刻したせいで番組から外されてしまい、タイニー・トゥーンズを止めることになる。ゴーゴー・ドードー「Season's Greetings!」 |      |                                                                                         | |                                        |                                                                  |                |
| （未定） | 99   | （未定）                                                                                | Tiny Toon Spring Break                                                                                       | Wang Film（台湾）                      | 1994年3月27日                                                    | 未放送         |
| タイニー・トゥーンたちは、修学旅行の日にフロリダへ出発する。エンドクレジット：エルマイラの犬「Woof!（ワン!）」 |      |                                                                                         | |                                        |                                                                  |                |

## 放送局（日本）
テレビ東京系列以外の放送時間は、カートゥーン ネットワークと個別に出典が提示されているものを除き、1991年10月時点のものとする。
| 放送地域       | 放送局                    | 放送日時                                                                               | 放送時間 | 放送系列       | 備考                       |
| -------------- | ------------------------- | -------------------------------------------------------------------------------------- | --- | -------------- | -------------------------- |
| 関東広域圏     | テレビ東京                | 1991年4月5日 - 1992年11月18日                                                          | 金曜 18:30 - 19:00（1話 - 51話） 水曜 18:30 - 19:00（52話 - 78話） 水曜 7:35 - 8:05                                               | テレビ東京系列 | 製作局 第1話から第78話のみ |
| 北海道         | テレビ北海道              | 1991年4月5日 - 1992年11月18日                                                          | 金曜 18:30 - 19:00（1話 - 51話） 水曜 18:30 - 19:00（52話 - 78話） 水曜 7:35 - 8:05                                               | テレビ東京系列 |                            |
| 岡山県・香川県 | テレビせとうち            | 1991年4月5日 - 1992年11月18日                                                          | 金曜 18:30 - 19:00（1話 - 51話） 水曜 18:30 - 19:00（52話 - 78話） 水曜 7:35 - 8:05                                               | テレビ東京系列 |                            |
| 福岡県         | TXN九州                   | 1991年4月5日 - 1992年11月18日                                                          | 金曜 18:30 - 19:00（1話 - 51話） 水曜 18:30 - 19:00（52話 - 78話） 水曜 7:35 - 8:05                                               | テレビ東京系列 | 現・TVQ九州放送→テレQ      |
| 愛知県         | テレビ愛知                | 1991年4月23日 - 1992年3月17日 1992年3月25日、26日 1992年3月31日 1992年4月9日 - 12月3日 | 火曜 19:30 - 20:00（1話 - 48話） 水曜、木曜 9:10 - 9:40（49話、50話） 火曜 19:00 - 19:30（51話） 木曜 7:35 - 8:05（52話 - 78話）  | テレビ東京系列 | [ 52 ]                     |
| 大阪府         | テレビ大阪                | 1991年4月7日 - 1992年3月29日 1992年4月10日 - 12月4日                                   | 日曜 9:00 - 9:30 金曜 18:32 - 19:00                                                                                               | テレビ東京系列 | [ 53 ] [ 54 ]              |
| 青森県         | 青森テレビ                |                                                                                        | 水曜 16:00 - 16:30 | TBS系列        |                            |
| 岩手県         | テレビ岩手                |                                                                                        | 土曜 6:15 - 6:45 | 日本テレビ系列 |                            |
| 宮城県         | ミヤギテレビ              |                                                                                        | 木曜 17:00 - 17:30 | 日本テレビ系列 |                            |
| 秋田県         | 秋田放送                  |                                                                                        | 日曜 6:00 - 6:30 | 日本テレビ系列 |                            |
| 石川県         | 石川テレビ                |                                                                                        | 土曜 6:00 - 6:30 | フジテレビ系列 |                            |
| 長野県         | テレビ信州                |                                                                                        | 木曜 17:00 - 17:30 | 日本テレビ系列 | 1993年7月15日まで放送      |
| 奈良県         | 奈良テレビ                |                                                                                        | 木曜 18:30 - 19:00 | 独立局         |                            |
| 和歌山県       | テレビ和歌山              |                                                                                        | 土曜 18:30 - 19:00 | 独立局         |                            |
| 鳥取県・島根県 | 山陰放送                  |                                                                                        | 金曜 17:00 - 17:30 | TBS系列        | [ 56 ]                     |
| 広島県         | 広島テレビ                |                                                                                        | 金曜 17:30 - 18:00 | 日本テレビ系列 |                            |
| 熊本県         | テレビ熊本                |                                                                                        | 火曜 16:30 - 17:00 | フジテレビ系列 |                            |
| 日本全域       | カートゥーン ネットワーク | 1999年頃                                                                               | 曜日不明（平日） 9時00分 - 9時30分 曜日不明（平日） 14時00分 - 14時30分 土曜 7時00分 - 7時30分 土曜 16時30分 - 17時00分 日曜 不明 | CS放送         | リピート放送あり 全96話    |
| 日本全域       | カートゥーン ネットワーク | 2000年秋                                                                               | 月曜 - 木曜 8時30分 - 9時00分 | CS放送         | リピート放送あり 全96話    |
| 日本全域       | カートゥーン ネットワーク | 2000年12月11日 - 2001年                                                                | 月曜 - 金曜 6時30分 - 7時00分 土曜・日曜 11時30分 - 12時00分                                                                      | CS放送         | リピート放送あり 全96話    |
| 日本全域       | カートゥーン ネットワーク | 2002年2月時点                                                                          | 月曜 - 金曜 12時30分 - 13時00分 月曜 - 金曜 21時00分 - 21時30分 土曜・日曜 6時30分 - 7時00分 土曜・日曜 19時00分 - 19時30分       | CS放送         | リピート放送あり 全96話    |
| 日本全域       | カートゥーン ネットワーク | 2002年8月時点                                                                          | 月曜 - 金曜 9時30分 - 10時00分 月曜 - 金曜 21時00分 - 21時30分 土曜・日曜 7時00分 - 7時30分                                       | CS放送         | リピート放送あり 全96話    |
| 日本全域       | カートゥーン ネットワーク | 2003年3月1日 - 7月11日                                                                 | 月曜 - 金曜 7時30分 - 8時00分 土曜・日曜 14時30分 - 15時00分 土曜・日曜 21時30分 - 22時00分                                       | CS放送         | リピート放送あり 全96話    |
| 日本全域       | カートゥーン ネットワーク | 2003年10月? - 2003年12月?                                                              | 月曜 - 金曜 5時30分 - 6時00分 土曜・日曜 12時00分 - 12時30分 土曜・日曜 21時00分 - 21時30分                                       | CS放送         | リピート放送あり 全96話    |
| 日本全域       | カートゥーン ネットワーク | 2004年1月? - 2004年9月                                                                 | 月曜 - 金曜 7時00分 - 7時30分 毎日 16時00分 - 16時30分                                                                            | CS放送         | リピート放送あり 全96話    |
| 日本全域       | BSジャパン                | 不明 - 2001年11月29日                                                                  | 平日 7時45分 - 8時15分 | BS放送         | 現・BSテレビ東京           |
| 日本全域       | BSジャパン                | 2002年1月1日 - 不明                                                                    | 平日 7時45分 - 8時15分 | BS放送         | 現・BSテレビ東京           |

## OVA
『タイニー・トゥーンズの夏休み（How I Spent My Vacation）』

1992年3月11日にアメリカでビデオとして発売。元々は劇場公開を見越して制作が進められていたが、諸事情で映像ソフトとしての披露に変更された。
アニメーションは東京ムービー新社が担当。
日本では1999年8月22日にカートゥーン ネットワークでテレビ放送が行われたが、ソフト化はされていない。
授業が終わる時間に、タイニー・トゥーンの仲間たちが学校で夏休みの気分を味わい、怖い目に合うといった内容だった。

## 主題歌
オープニング「Tiny Toons Around The World」
歌 - タイニー・トゥーンのなかまたち
英語版 - チャーリー・アドラー（バスター）、トレス・マクニール（バブス）、ジョー・アラスカイ（プラッキー）、 ドン・メシック（ハムトン） ダニー・クックセイ（モンタナ）、クリー・サマー（エルマイラ）、 モーリス・ラマーシュ（ディズィー）、フランク・ウェルカー（ファーボール）、 ケイス・スーシー（フィフィ）、 キャンディ・ミロ（スウィーティー）
日本語版 - 中尾隆聖（バスター）、冨永みーな（バブス）、山寺宏一（プラッキー）、吉村よう→菅原淳一（ハムトン）、高乃麗（モンタナ）、神代知衣（エルマイラ）、高宮俊介（ディズィー）、石野竜三（ファーボール）、麻見順子（フィフィ）、水谷優子（スウィーティー）
第51話までは歌の最後に「スピルバーグのアニメ タイニー・トゥーン」と飛び出していく演出がある。1992年度は「ぼく、ハムトン」のみ吉村から菅原に差し替えられるが、歌はそのままである（スペシャル版では菅原が歌っている）。
エンディング「Tiny Toons Around The World（インストゥメンタル）」
日本語版では第51話までエンドトークが流れており、曲の最後にはタイニー・トゥーンのなかまたちが1人ずつ「ギャグ」か「一発芸」もしくは「おやすみバブス、おやすみバスター（『13のとき』より）」か「アローハー」をして終わった。
このほか、CMアイキャッチ「コマーシャル!」もあったが、テレビ東京放送時の次回予告も存在したことがある。カートゥーン ネットワーク放送分のエピソードでは、楽曲の演奏部分を一部繰り返して日本語版キャスト・スタッフ（メインキャスト→無名キャスト→日本語版スタッフ）を表記している。CNで全話放送する際、テレビ東京放送分をオリジナルのまま尊重して放送された。

## 新作
2020年10月28日に30周年記念として『タイニー・トゥーンズのハチャメチャ学園』（原題：Tiny Toons Looniversity）の制作が発表された。リブート版はカートゥーン ネットワークとMaxにて2023年秋より放送。
日本では2024年4月1日にカートゥーン ネットワークにて先行初放送された。

## 関連ゲーム
全てコナミが発売。
- アクションゲーム
  - タイニー・トゥーン アドベンチャーズ（1991年12月20日発売 / 対応機種 - ファミリーコンピュータ）
  - タイニー・トゥーン アドベンチャーズ（1992年2月1日発売 / 対応機種 - ゲームボーイ）
  - タイニー・トゥーン アドベンチャーズ（1992年12月18日発売 / 対応機種 - スーパーファミコン）- 内容はファミリーコンピュータ版と異なる。
  - Tiny Toon Adventures: Buster's Hidden Treasure（1993年3月 / 対応機種 - SEGA Genesis）- 日本未発売、韓国版は日本版メガドライブで再生可能。
- ミニゲーム集
  - タイニー・トゥーン アドベンチャーズ 2 モンタナランドへようこそ（1992年11月27日発売 / 対応機種 - ファミリーコンピュータ）
  - タイニー・トゥーン アドベンチャーズ 2 〜バスター・バニーのかっとびだいぼうけん〜（1993年12月22日発売 / 対応機種 - ゲームボーイ）
  - タイニー・トゥーン アドベンチャーズ ドタバタ大運動会（1994年9月30日発売 / 対応機種 - スーパーファミコン）
  - Tiny Toon Adventures: ACME All-Stars（1994年10月 / 対応機種 - SEGA Genesis）- 日本未発売、韓国版は日本版メガドライブで再生可能。
  - タイニー・トゥーン アドベンチャーズ 3 〜ドキドキスポーツフェスティバル〜（1994年11月25日発売 / 対応機種 - ゲームボーイ）

## 関連商品
- 『タイニートゥーン アドベンチャーズ』キャラクターグッズ

日本での放送開始前、1990年にワーナー・クラブファン「CLUB W'S」で買えるようになった。
- タイニートゥーン アドベンチャーズ 公式ガイドブック

スーパーファミコンソフトの攻略本で、1993年に小学館がら出版された（ISBN 978-4091024206）。レーベルはワンダーライフスペシャル、著者・編集は渡部功一が担当した。
- バイリンガル絵本シリーズ

| # | 本のタイトル                   | 発行年 | 発行元 | ISBNコード     |
| - | ------------------------------ | ------ | ------ | -------------- |
| 1 | バスターのかっとびドライブ     | 1991年 | 小学館 | 978-4091134516 |
| 2 | バスターのおばけだいさくせん   | 1991年 | 小学館 | 978-4091134523 |
| 3 | バスターはめいたんてい         | 1991年 | 小学館 | 978-4091134530 |
| 4 | バスターとたからのちず         | 1991年 | 小学館 | 978-4091134547 |
| 5 | ハムトンのダイエットさくせん   | 1991年 | 小学館 | 978-4091134554 |
| 6 | バブスのパーティーはおおさわぎ | 1991年 | 小学館 | 978-4091134561 |
| 7 | おおきくなったスニーザー       | 1991年 | 小学館 | 978-4091134578 |
| 8 | ハムトンはてんさいパイロット   | 1991年 | 小学館 | 978-4091134585 |

絵：木村光雄、文：本圧美里（#2）、案：三谷幸広、構成：伊丹洋一、レイアウト：DOMDOM、編集：山吉章子、編集・発行者：相賀徹夫、発行所：小学館
- 小学館シール知育絵本 "バスターバニーとあそぼう"

1991年8月に小学館から発行、年齢対象は3歳から6歳まで。（ISBN 4097460153、ISBN 978-4097460152）
- タイニー・トゥーンのかたちあそび

1992年12月に小学館から発売（ISBN 978-4097350026）
- タイニー・トゥーンのすうじあそび

1992年12月に小学館から発売（ISBN 978-4097350019）
- タイニー・トゥーンバスターのえいごABC

1992年に小学館から発売（ISBN 978-4097460299）
- タイニー・トゥーンのはんたいことば

1992年に小学館から発売（ISBN 978-4097350033）

## CD
タイニー・トゥーン・アドベンチャーズ - タイニー・トゥーンズ・シング!
発売日：1992年6月25日、規格品番：WPCP-4900、販売元：ダブリューイーエー・ジャパン（現：ワーナーミュージック・ジャパン）
アメリカではカセットテープ版も存在する。
| トラック | 曲名                        | 備考                                                |
| -------- | --------------------------- | --------------------------------------------------- |
| 1        | Tiny Toons Around The World | AKA. "Tiny Toons Theme Song"                        |
| 2        | Tiny Toons Rap              |                                                     |
| 3        | Don't Worry, Be Happy       |                                                     |
| 4        | Girls Just Wanna Have Fun   |                                                     |
| 5        | Money (That's What I Want)  | 「タイニー・トゥーン ミュージック・テレビ」で使用。 |
| 6        | The Name Game               | 「トゥーンTV」で使用。                              |
| 7        | Daydream                    |                                                     |
| 8        | Yakety Yak                  | 「トゥーンTV」で使用。                              |
| 9        | Where The Boys Are          |                                                     |
| 10       | Dizzy                       |                                                     |

## 映像ソフト化
アメリカ合衆国では1990年代にVHSが発売され、2008年7月からDVDが発売されている。タイニー・トゥーンズの夏休み（Tiny Toons: How I Spent My Vacation）については2012年8月21日にDVDで発売されたが、それ以外のスペシャル・エピソードはDVD化されなかった。2024年現在、ブルーレイ化はされていない。日本ではいずれも未発売。

### VHS
| VHSタイトル                                   | 発売日                                          | 備考 |
| --------------------------------------------- | ----------------------------------------------- | --- |
| Tiny Toons: How I Spent My Vacation           | 1992年3月11日（初期版） 1998年7月28日（後期版） | |
| Tiny Toons: Best of Buster and Babs           | 1993年3月24日                                   | 収録内容： 「Prom-ise Her Anything」 「Thirteensomething」                                                     |
| Tiny Toons in Two-Tone Town                   | 1993年3月24日                                   | 収録内容： 「Two-Tone Town」 「Fields of Honey」                                                               |
| Tiny Toons: Fiendishly Funny Adventures       | 1994年12月11日                                  | 収録内容： 「Duck in the Dark」 「Little Cake of Horrors」 「Night of the Living Pets」 「Hare-Raising Night」 |
| Tiny Toons: Big Adventures                    | 1996年7月11日                                   | 収録内容： 「Journey to the Center of Acme Acres」 「A Ditch in Time」                                         |
| Tiny Toons: Island Adventures                 | 1995年7月11日                                   | 収録内容： 「No Toon Is an Island」 「Buster and Babs Go Hawaiian」                                            |
| Tiny Toons: Music Television                  | 1993年3月24日                                   | 収録内容： 「Tiny Toon Music Television」 「Toon TV」                                                          |
| Tiny Toons: Night Ghoulery                    | 1996年8月13日                                   | |
| It's a Wonderful Tiny Toons Christmas Special | 1996年8月13日                                   | |

### LD
タイニー・トゥーンズの夏休み（Tiny Toons: How I Spent My Vacation）のみ発売、他のスペシャルエピソード、および通常エピソードは未収録。
| LDタイトル                          | 発売日        | 規格品番 | 備考 |
| ----------------------------------- | ------------- | -------- | ---- |
| Tiny Toons: How I Spent My Vacation | 1992年11月3日 | 12290    |      |

### DVD
| DVDタイトル                  | 発売日        | 収録内容                                                                            | 映像特典                                                       | 備考 |
| ---------------------------- | ------------- | ----------------------------------------------------------------------------------- | -------------------------------------------------------------- | --- |
| Season 1 Vol.1               | 2008年7月29日 | ディスク1: #1 - #8 ディスク2: #9 - #16 ディスク3: #17 - #24 ディスク4: #25 - #35    | From Looney Tunes to Tiny Toons: A Wacky Evolution, featurette | Freakazoid! シーズン1と同時発売。「The Looney Beginning」をノーカットで収録。 ディスクの絵は1枚目から3枚目（バブス、バスター、ハムトン）は白黒だが、4枚目（バブス）がカラーとなっている。 映像特典では、ルーニー・テューンズとタイニー・トゥーンズの歴史を当時のスタッフたちが振り替えるという内容となっている。 |
| Season 1 Vol.2               | 2009年4月21日 | ディスク1: #36 - #43 ディスク2: #44 - #51 ディスク3: #52 - #59 ディスク4: #60 - #65 | 予告のみ                                                       | Freakazoid! シーズン2と同時発売。 ディスク1ではバスター、ディスク2はバブス、ディスク3はディズィー、ディスク4はプラッキーの絵となっている。 |
| Volume 3: Crazy Crew Rescues | 2013年1月8日  | ディスク1: #66 - #73 ディスク2: #74 - #81                                           | 予告のみ                                                       | この巻には、アメリカで放送禁止となったエピソード「Elephant Issues」も収録。 |
| Volume 4: Looney Links       | 2013年5月28日 | ディスク1: #82 - #90 ディスク2: #91 - #98                                           | 予告のみ                                                       | オリジナル版に不具合があったため、ワーナー・ブラザースが7月末までに修正版を商品化。 |

## ストリーミング配信
アメリカ合衆国では2018年から2023年1月4日までHuluで配信されていたが、Maxでは配信されていない。ラテンアメリカでは2022年からHBO Maxで配信されている。日本では未配信。

## タイアップ
- 日立製作所（日立ライティング）「あかり自慢」「あかるい輪ハイ」